# Kevin Hartman
Kevin Eugene Hartman (Athens, 25 maggio 1974) è un ex calciatore statunitense, di ruolo portiere.
Ha giocato per nove stagioni nei Los Angeles Galaxy.

## Palmarès

### Club

#### Competizioni nazionali
- Campionato MLS: 2

L.A Galaxy: 2002, 2005
- MLS Supporters' Shield: 2

L.A Galaxy: 1998, 2002
- U.S. Open Cup: 2

L.A Galaxy: 2001, 2005

#### Competizioni internazionali
- CONCACAF Champions' Cup: 1

L.A Galaxy: 2000

### Individuale
- MLS Best XI: 1

1999